# Brandisia annamitica
Brandisia annamitica är en tvåhjärtbladig växtart som beskrevs av Bonati. Brandisia annamitica ingår i släktet Brandisia och familjen Paulowniaceae. Inga underarter finns listade i Catalogue of Life.